# Єпископат Православної церкви України

Єпископат Православної церкви України на Архієрейському соборі 24 травня 2023 року, Трапезний собор Києво-Печерської лаври, Київ.

Єпископат Православної церкви України станом на 3 лютого 2024 року налічує 63 архієреї — 22 митрополити, 19 архієпископів, 22 єпископи. Серед них 46 правлячих, 10 вікарних, 3 титулярних і 4 на спокої.
Найстарший за віком архієрей — почесний патріарх, кол. митрополит Київський Філарет (Денисенко) (96 років), наймолодший — єпископ Васильківський Єфрем (Хом'як) (35 років).
Найстарший за віком правлячий архієрей — митрополит Богородський Адріан (Старина) (81 рік), в українських єпархіях — митрополит Львівський Макарій (Малетич) (80 років), наймолодший — єпископ Чернівецький і Буковинський Феогност (Бодоряк) (35 років).
Почесний патріарх Філарет є найстаршим за хіротонією архієреєм не тільки в ПЦУ, але і в усіх православних церквах.
У переліку, поданому нижче, вказано: церковне ім'я, світське прізвище, сан, титул та дата архієрейської хіротонії.

## Чинні єпископи
| №  | Ім'я                    | Сан         | Титул                                            | Хіротонія         | Хіротонія           | Статус       |
| №  | Ім'я                    | Сан         | Титул                                            | Дата              | Очолив              | Статус       |
| -- | ----------------------- | ----------- | ------------------------------------------------ | ----------------- | ------------------- | ------------ |
| 1  | Епіфаній (Думенко)      | митрополит  | Київський і всієї України                        | 15 листопада 2009 | Філарет (Денисенко) | предстоятель |
| 2  | Андрій (Абрамчук)       | митрополит  | Галицький                                        | 7 квітня 1990     | Іоан (Боднарчук)    | правлячий    |
| 3  | Роман (Балащук)         | митрополит  | Вінницький і Брацлавський                        | 22 травня 1990    | Іоан (Боднарчук)    | правлячий    |
| 4  | Володимир (Ладика)      | митрополит  | Миколаївський і Богоявленський                   | 13 березня 1993   | Філарет (Денисенко) | правлячий    |
| 5  | Адріан (Старина)        | митрополит  | Богородський                                     | 6 лютого 1994     | Володимир (Романюк) | правлячий    |
| 6  | Симеон (Шостацький)     | митрополит  | Вінницький і Барський                            | 4 травня 1996     | Володимир (Сабодан) | правлячий    |
| 7  | Макарій (Малетич)       | митрополит  | Львівський                                       | 3 листопада 1996  | Димитрій (Ярема)    | правлячий    |
| 8  | Іоасаф (Василиків)      | митрополит  | Івано-Франківський і Галицький                   | 6 квітня 1997     | Філарет (Денисенко) | правлячий    |
| 9  | Димитрій (Рудюк)        | митрополит  | Львівський і Сокальський                         | 16 липня 2000     | Філарет (Денисенко) | правлячий    |
| 10 | Климент (Кущ)           | митрополит  | Сімферопольський і Кримський                     | 23 липня 2000     | Філарет (Денисенко) | правлячий    |
| 11 | Михаїл (Зінкевич)       | митрополит  | Луцький і Волинський                             | 22 жовтня 2000    | Філарет (Денисенко) | правлячий    |
| 12 | Сергій (Горобцов)       | митрополит  | Донецький і Маріупольський                       | 14 грудня 2002    | Філарет (Денисенко) | правлячий    |
| 13 | Іоан (Яременко)         | митрополит  | Черкаський і Чигиринський                        | 30 березня 2003   | Філарет (Денисенко) | правлячий    |
| 14 | Михаїл (Бондарчук)      | митрополит  | Вінницький і Тульчинський                        | 1 січня 2006      | Філарет (Денисенко) | правлячий    |
| 15 | Нестор (Писик)          | митрополит  | Тернопільський і Кременецький                    | 5 березня 2006    | Філарет (Денисенко) | правлячий    |
| 16 | Федір (Бубнюк)          | митрополит  | Полтавський і Кременчуцький                      | 12 листопада 2006 | Філарет (Денисенко) | правлячий    |
| 17 | Олександр (Драбинко)    | митрополит  | Переяславський і Вишневський                     | 19 грудня 2007    | Володимир (Сабодан) | правлячий    |
| 18 | Іларіон (Процик)        | митрополит  | Рівненський і Острозький                         | 14 травня 2008    | Філарет (Денисенко) | правлячий    |
| 19 | Євстратій (Зоря)        | митрополит  | Білоцерківський                                  | 25 травня 2008    | Філарет (Денисенко) | правлячий    |
| 20 | Симеон (Зінкевич)       | митрополит  | Дніпровський і Січеславський                     | 21 листопада 2009 | Філарет (Денисенко) | правлячий    |
| 21 | Яків (Макарчук)         | архієпископ | Дрогобицький і Самбірський                       | 8 листопада 1998  | Димитрій (Ярема)    | правлячий    |
| 22 | Мефодій (Срібняк)       | архієпископ | Сумський і Охтирський                            | 6 червня 2004     | Філарет (Денисенко) | правлячий    |
| 23 | Лаврентій (Мигович)     | архієпископ | Луганський і Старобільський                      | 13 грудня 2004    | Мефодій (Кудряков)  | правлячий    |
| 24 | Матфей (Шевчук)         | архієпископ | Володимирський і Нововолинський                  | 17 грудня 2006    | Філарет (Денисенко) | правлячий    |
| 25 | Марк (Левків)           | архієпископ | Кропивницький і Голованівський                   | 1 лютого 2009     | Філарет (Денисенко) | правлячий    |
| 26 | Павло (Кравчук)         | архієпископ | Тернопільський і Теребовлянський                 | 29 березня 2009   | Філарет (Денисенко) | правлячий    |
| 27 | Володимир (Шлапак)      | архієпископ | Житомирський і Поліський                         | 21 червня 2009    | Мефодій (Кудряков)  | правлячий    |
| 28 | Афанасій (Шкурупій)     | архієпископ | Харківський і Ізюмський                          | 15 листопада 2009 | Мефодій (Кудряков)  | правлячий    |
| 29 | Герман (Семанчук)       | архієпископ | Кам’янець-Подільський і Новоушицький             | 16 листопада 2009 | Мефодій (Кудряков)  | правлячий    |
| 30 | Тихон (Петранюк)        | архієпископ | Тернопільський і Бучацький                       | 22 листопада 2009 | Філарет (Денисенко) | правлячий    |
| 31 | Агапіт (Гуменюк)        | архієпископ | Вишгородський                                    | 8 серпня 2010     | Філарет (Денисенко) | правлячий    |
| 32 | Афанасій (Яворський)    | архієпископ | Одеський і Балтський                             | 21 серпня 2011    | Філарет (Денисенко) | правлячий    |
| 33 | Юліан (Гатала)          | архієпископ | Коломийський і Косівський                        | 19 лютого 2012    | Філарет (Денисенко) | правлячий    |
| 34 | Митрофан (Бутинський)   | архієпископ | Харківський і Слобожанський                      | 25 серпня 2013    | Філарет (Денисенко) | правлячий    |
| 35 | Павло (Юристий)         | архієпископ | Хмельницький і Шепетівський                      | 28 січня 2018     | Філарет (Денисенко) | правлячий    |
| 36 | Кирило (Михайлюк)       | єпископ     | Ужгородський і Хустський                         | 3 серпня 2003     | Філарет (Денисенко) | правлячий    |
| 37 | Фотій (Давиденко)       | єпископ     | Запорізький і Мелітопольський                    | 17 грудня 2014    | Філарет (Денисенко) | правлячий    |
| 38 | Варсонофій (Руднік)     | єпископ     | Ужгородський і Закарпатський                     | 25 січня 2015     | Філарет (Денисенко) | правлячий    |
| 39 | Віктор (Бедь)           | єпископ     | Мукачівський і Карпатський                       | 14 серпня 2015    | Макарій (Малетич)   | правлячий    |
| 40 | Борис (Харко)           | єпископ     | Херсонський і Каховський                         | 23 серпня 2015    | Макарій (Малетич)   | правлячий    |
| 41 | Паїсій (Кухарчук)       | єпископ     | Житомирський і Овруцький                         | 29 січня 2017     | Філарет (Денисенко) | правлячий    |
| 42 | Сава (Фризюк)           | єпископ     | Донецький і Слов'янський                         | 14 травня 2017    | Макарій (Малетич)   | правлячий    |
| 43 | Гавриїл (Кризина)       | єпископ     | Рівненський і Сарненський                        | 2 вересня 2018    | Макарій (Малетич)   | правлячий    |
| 44 | Никодим (Кулигін)       | єпископ     | Херсонський і Таврійський                        | 4 грудня 2019     | Епіфаній (Думенко)  | правлячий    |
| 45 | Феогност (Бодоряк)      | єпископ     | Чернівецький і Буковинський                      | 13 лютого 2022    | Епіфаній (Думенко)  | правлячий    |
| 46 | Антоній (Фірлей)        | єпископ     | Чернігівський і Ніжинський                       | 2 червня 2022     | Епіфаній (Думенко)  | правлячий    |
| 47 | Олександр (Решетняк)    | архієпископ | Яготинський, вікарій Київської єпархії           | 16 січня 1994     | Володимир (Романюк) | вікарій      |
| 48 | Ізяслав (Карга)         | архієпископ | Макарівський, вікарій Київської єпархії          | 11 вересня 1994   | Володимир (Романюк) | вікарій      |
| 49 | Всеволод (Матвієвський) | єпископ     | Слов'янський, вікарій Донецької єпархії          | 6 квітня 2003     | Філарет (Денисенко) | вікарій      |
| 50 | Іоан (Швець)            | єпископ     | Білогородський, вікарій Київської єпархії        | 29 жовтня 2010    | Мефодій (Кудряков)  | вікарій      |
| 51 | Володимир (Черпак)      | єпископ     | Фастівський, вікарій Київської єпархії           | 16 листопада 2010 | Мефодій (Кудряков)  | вікарій      |
| 52 | Павло (Мисак)           | єпископ     | Коломийський, вікарій Івано-Франківської єпархії | 15 лютого 2018    | Макарій (Малетич)   | вікарій      |
| 53 | Епіфаній (Дімітріу)     | єпископ     | Ольвійський, вікарій Київської єпархії           | 26 травня 2019    | Епіфаній (Думенко)  | вікарій      |
| 54 | Єфрем (Хом'як)          | єпископ     | Васильківський, вікарій Київської єпархії        | 26 лютого 2023    | Епіфаній (Думенко)  | вікарій      |
| 55 | Арсеній (Пожарний)      | єпископ     | Богуславський, вікарій Київської єпархії         | 8 листопада 2023  | Епіфаній (Думенко)  | вікарій      |
| 56 | Авраамій (Лотиш)        | єпископ     | Бориспільський, вікарій Київської єпархії        | 3 лютого 2024     | Епіфаній (Думенко)  | вікарій      |
| 57 | Онуфрій (Хаврук)        | архієпископ | Кіцманський                                      | 30 жовтня 2005    | Філарет (Денисенко) | титулярний   |
| 58 | Марк (Гринчевський)     | єпископ     | Дунаєвецький                                     | 17 грудня 2009    | Філарет (Денисенко) | титулярний   |
| 59 | Геронтій (Олянський)    | єпископ     | Боярський                                        | 14 вересня 2014   | Мефодій (Кудряков)  | титулярний   |
| 60 | Філарет (Денисенко)     | митрополит  | колишній Київський, почесний патріарх            | 4 лютого 1962     | Пимен (Ізвєков)     | на спокої    |
| 61 | Даниїл (Ковальчук)      | митрополит  | колишній Чернівецький і Буковинський             | 28 квітня 1990    | Іоан (Боднарчук)    | на спокої    |
| 62 | Даміан (Замараєв)       | архієпископ | колишній Херсонський і Таврійський               | 19 жовтня 1997    | Філарет (Денисенко) | на спокої    |
| 63 | Адріан (Кулик)          | єпископ     | колишній титулярний Шепетівський                 | 16 лютого 2011    | Мефодій (Кудряков)  | на спокої    |

## Колишні архієреї
- Іоасаф (Шибаєв), митрополит Білгородський і Обоянський (висвячений 19 лютого 1995; виключений 24 червня 2019 року[5]; позбавлений сану 23 травня 2022)
- Петро (Москальов), єпископ Валуйський (висвячений 13 грудня 2008 року; виключений 24 червня 2019 року[5]; позбавлений сану 23 травня 2022)
- Філарет (Панку), єпископ Білгород-Дністровський (висвячений 31 липня 2005 року; виключений 9 липня 2020 року[6]; позбавлений сану 23 травня 2022)

## Померлі
- Іов (Павлишин), колишній архієпископ Тернопільський і Кременецький (висвячений 11 травня 1995 року, на спокої з 2015 року, помер 8 лютого 2019 року)
- Іоан (Бойчук), колишній єпископ Коломийський і Косівський (висвячений 7 липня 1996, на спокої з 8 березня 2013 року, помер 2 листопада 2020 року)[7]
- Антоній (Махота), митрополит Хмельницький і Кам'янець-Подільський (висвячений 21 липня 1996 року, помер 23 березня 2021 року)
- Михаїл (Лярош), митрополит Корсунський (висвячений 12 травня 1996 року, помер 14 квітня 2022 року)